# Khalil Ramal
Khalil Ramal (né en 1960) est un homme politique canadien.

## Biographie
Ramal est député de l'Assemblée législative de l'Ontario pour la circonscription de London—Fanshawe, pour le Parti libéral de l'Ontario. Il a la maîtrise de l'anglais, le français, l'arabe et l'espagnol. 
Il possède un baccalauréat en sociologie et une maîtrise et politique sociale de l'Université libanaise. Il a reçu d'autres diplômes en comptabilité et en enseignement. Durant l'élection provinciale de 2003, il fait son Ph.D en politique sociale. 
Il arrive au Canada en 1989, fuyant la guerre au Liban, et travaille comme un enseignant et journaliste. Il travaille aussi comme un conseiller avec des patients handicapés physiquement et mentalement au Centre régional Oxford à Woodstock, en Ontario. Il dirige aussi une petite entreprise, et est vice-président de l'entreprise Orchard Farm Distribution Company.
Ramal est élu dans la circonscription de London-Fanshawe dans l'élection générale ontarienne de 2003. Il bat la candidate néo-démocrate Irene Mathyssen et le progressiste-conservateur Frank Mazzilli. 
Le 24 septembre 2003, il est nommé assistant parlementaire du ministre de la Citoyenneté et de l'Immigration de l'Ontario.